# European Federation of American Football
De European Federation of American Football (EFAF) is het controlerende orgaan voor American football in Europa. Elk land dat een Americanfootballcompetitie heeft met minimaal vijf teams en waarvan de competitie minstens een jaar actief is, kan zich aansluiten bij de EFAF. Clubs kunnen vervolgens meespelen in Europees verband. Momenteel zijn er 17 verschillende Europese landen aangesloten bij de EFAF.

## Aangesloten landen
- België
- Denemarken
- Duitsland
- Finland
- Frankrijk
- Ierland
- Italië
- Nederland
- Noorwegen
- Oekraïne
- Oostenrijk
- Polen
- Rusland
- Spanje
- Tsjechië
- Verenigd Koninkrijk
- Zweden
- Zwitserland

## Georganiseerde competities
De EFAF organiseert de volgende competities:

### Europese kampioenschappen
Ongeveer ieder jaar wordt er een toernooi gespeeld door nationale teams. De deelnemende landen zijn opgedeeld in drie groepen (A, B en C). Zo speelt groep A in 2014, groep B in 2013 en groep C in 2012. Nederland speelt in groep C.

### Europese junior kampioenschappen
Dit toernooi wordt gespeeld door junioren van clubs uit verschillende landen. Het toernooi wordt 1 keer per jaar gehouden en vond voor het laatst in 2006 plaats in Zweden.

### Eurobowl
De Eurobowl is een toernooi dat vertegenwoordigd wordt door de beste Europese clubteams. De term Eurobowl wordt ook gebruikt voor de specifieke finale van dit toernooi, analoog aan de Super Bowl en de Tulip Bowl.